# Père Lachaise (opera teatrale)
Père Lachaise è un'opera teatrale scritta dalla drammaturga Itziar Pascual Ortiz. È stata messa in scena per la prima volta il 6 dicembre 2002 alla Nave de Cambaleo, Aranjuez (Madrid), a carico della compagnia Acciones Imaginarias. 

## Trama
L'opera è ambientata nel cimitero di Père Lachaise, accanto al Boulevard di Menilmontant. L'azione si sviluppa tra il mezzogiorno e il tramonto di una calda giornata di agosto del 2002.
Due fratelli, Cundo e Carlota, viaggiano a Parigi per visitare la tomba del nonno Secundino Pérez nel cimitero di Père Lachaise. Cundo vuole trovare la tomba del nonno quanto prima, mentre Carlota preferirebbe mangiare qualcosa e dopo ritornare al cimitero. I due si separano (Carlota si perde perché non ha una mappa) e Cundo chiede informazioni ad un becchino che lavora a Pére Lachaise, Michel. Quest'ultimo lo avverte che il corpo di suo nonno potrebbe essere stato spostato in un altro cimitero e la famiglia potrebbe non essere stata avvisata per mancanza di contatti. Appare in scena Carlota: anche lei chiede informazioni a Michel poco dopo che suo fratello ha già ripreso il suo viaggio in cerca della tomba di Secundino. Michel, che sta facendo le parole crociate, si interrompe per aiutare la ragazza e le racconta alcune leggende riguardanti le abitudini degli spiriti sepolti nel cimitero. Carlota rimane sola e, parlando a voce alta, cattura l'attenzione dello spirito di Secundino, il quale, data la somiglianza, la confonde per la sua moglie Dolores.
Dopo un monologo di Secundino basato sui ricordi- nati dalla vista di sua nipote Carlota-, l'Illustre Anonimo gli consiglia di lasciar perdere il passato e continuare a vivere il presente, anche se entrambi sono ormai morti. L'Illustre mantiene una conversazione anche con Isadora, intimandola a non cercare più i suoi bambini perché non torneranno. 
Verso la fine del racconto, Cundo e Carlota si ritrovano. Michel non vuole ritornare a casa e parla con lo spirito di Secundino, che si presenta come “Il guerrigliero. L'oste. L'eterno innamorato di Dolores". Secundino parla anche con Isadora, impegnata nel cercare un'infermiera per suo figlio. Cundo arriva davanti alla tomba del nonno, ma lo spirito dell'Illustre Anonimo cerca di allontanarlo.
In una delle scene finali, gli spiriti parlano tra loro e ballano, compiendo la leggenda che Michel aveva raccontato a Carlota all'inizio della storia. Infine, Carlota e Michel mangiano insieme. 

## Personaggi
L'opera è divisa in due atti e vede in scena 3 personaggi reali (Cundo, Carlota e Michel) e 3 spiriti (Secundino Pérez, Isadora Duncan e l'Illustre anonimo).
Cundo è il fratello di Carlota. Originario di Jaraíz della Vera, si trova nel cimitero di Père Lachaise per visitare la tomba di suo nonno Secundino. E' ossessionato dal tema dell'oblio e del ricordo. 
Carlota è la sorella minore di Cundo ed è una studentessa di Filosofia. 
Michel è un uomo di mezza età che lavora come becchino nel cimitero di Père Lachaise. Può parlare con gli spiriti seppelliti lì. Si dimostra disponibile nell'indicare la strada verso la tomba del nonno a Cundo e quella verso l'uscita a Carlota.
Secundino Pérez è uno degli spiriti sepolti a Père Lachaise. Era un repubblicano esiliato in Francia dopo la Guerra Civile Spagnola. È il nonno di Cundo e Carlota. 
Isadora Duncan è lo spirito di una ballerina e coreografa nordamericana. Soffre la morte prematura dei suoi figli Patrick e Deirdre, i quali sono morti annegati nella Senna. Anche dopo essere morta, la sua unica preoccupazione è cercare aiuto per i suoi figli. 
L'illustre anonimo è uno spirito enigmatico che non vuole rivelare la sua vera identità. Ha un carattere forte ed è molto orgoglioso. Rappresenta una coscienza esterna molto spesso giudicante e ostile nei confronti degli altri personaggi. Insiste sul concetto della "muerte igualadora", ovvero l'idea secondo la quale dopo la morte siamo tutti uguali, senza tener conto delle imprese eroiche compiute in vita.
Spiriti, ombre, esseri dell'oltretomba. Sono esseri provenienti da personaggi famosi e ignoti sotterrati nel cimitero di Père Lachaise. Bramano l'ascensione non ancora raggiunta. 